# Нандімітра (футбольний клуб)
Спортивний клуб Нандімітра або просто «Нандімітра» (англ. Nandimithra Sports Club) — ланкійський футбольний клуб з Коломбо. Виступав у Прем'єр-лізі Шрі-Ланки, найвищому футбольному дивізіоні країни.

## Історія
Спортивний клуб «Нандімітра» було засновано в місті Коломбо. У сезоні 2015/16 років фінішував на 7-у місці в групі А.